# Lethrus borealis
Lethrus borealis är en skalbaggsart som beskrevs av Nikolajev 1973. Lethrus borealis ingår i släktet Lethrus och familjen tordyvlar. Inga underarter finns listade i Catalogue of Life.